# Jossigny
Jossigny (franskt uttal: [ʒɔsiɲi]
 ( lyssna)) är en kommun i departementet Seine-et-Marne i regionen Île-de-France i norra Frankrike. Kommunen ligger i kantonen Torcy som tillhör arrondissementet Torcy. År 2022 hade Jossigny 639 invånare.

## Befolkningsutveckling
| Befolkningsutvecklingen i Jossigny 1968–2021 | Befolkningsutvecklingen i Jossigny 1968–2021 | Befolkningsutvecklingen i Jossigny 1968–2021 | Befolkningsutvecklingen i Jossigny 1968–2021 | Befolkningsutvecklingen i Jossigny 1968–2021 |
| -------------------------------------------- | -------------------------------------------- | -------------------------------------------- | -------------------------------------------- | -------------------------------------------- |
|                                              |                                              |                                              |                                              |                                              |
| År                                           |                                              |                                              | Folkmängd                                    |                                              |
| 1968                                         | 1968                                         |                                              | 398                                          |                                              |
| 1975                                         | 1975                                         |                                              | 497                                          |                                              |
| 1982                                         | 1982                                         |                                              | 516                                          |                                              |
| 1990                                         | 1990                                         |                                              | 529                                          |                                              |
| 1999                                         | 1999                                         |                                              | 530                                          |                                              |
| 2007                                         | 2007                                         |                                              | 652                                          |                                              |
| 2015                                         | 2015                                         |                                              | 670                                          |                                              |
| 2021                                         | 2021                                         |                                              | 641                                          |                                              |